# Qiaoting (sockenhuvudort i Kina, Sichuan Sheng, lat 32,46, long 106,90)
Qiaoting (kinesiska: 桥亭) är en sockenhuvudort i Kina. Den ligger i provinsen Sichuan, i den sydvästra delen av landet, omkring 340 kilometer nordost om provinshuvudstaden Chengdu. Antalet invånare är 6 807. Befolkningen består av 3 343 kvinnor och 3 464 män. Barn under 15 år utgör 19,0 %, vuxna 15-64 år 69 %, och äldre över 65 år 10,0 %.
Runt Qiaoting är det ganska tätbefolkat, med 172 invånare per kvadratkilometer. Närmaste större samhälle är Dongyu, 18,5 km söder om Qiaoting. I omgivningarna runt Qiaoting växer i huvudsak blandskog.
Genomsnittlig årsnederbörd är 1 375 millimeter. Den regnigaste månaden är juli, med i genomsnitt 309 mm nederbörd, och den torraste är december, med 3 mm nederbörd.